# Bibliotheca Hagiographica Latina
A Bibliotheca Hagiographica Latina (BHL) é um catálogo de materiais hagiográficos latinos, incluindo obras literárias antigas sobre a vida dos santos, as translações de suas relíquias e seus milagres, organizados em ordem alfabética por santo. As listas incluem manuscritos, incipits e edições impressas. A primeira edição (1898-1901) e o suplemento (1911) foram editados pelos Bolandistas, que incluíam o estudioso jesuíta Hippolyte Delehaye. O suplemento mais recente foi produto de um único editor, o jesuíta polonês fr: Henryk Fros, também bolandista.
A Bibliotheca Hagiographica Graeca e a Bibliotheca Hagiographica Orientalis catalogam a hagiografia, respectivamente, escrita nas línguas grega e do Oriente Médio.

## Edições
- Bibliotheca hagiographica latina antiquae et mediae aetatis. 1. Brussels: [s.n.] 1898–1899 (A–J)
- Bibliotheca hagiographica latina antiquae et mediae aetatis. 2. Brussels: [s.n.] 1900–1901 (K–Z)
- Bibliotheca hagiographica latina antiquae et mediae aetatis. Supplementi editio altera auctior. Brussels: [s.n.] 1911
- Fros, ed. (1986). Bibliotheca hagiographica latina antiquae et mediae aetatis. Novum supplementum. Brussels: Société des Bollandistes (Includes the contents of the 1911 supplement.)
- «Bibliotheca hagiographica latina manuscripta (BHLms)». 1998